# Гонзало Канале
Гонзало Канале (енгл. Gonzalo Canale; 11. новембар 1982) професионални је италијански рагбиста, пореклом из Аргентине, који тренутно игра за француски рагби клуб Стад Рошел. Родио се у Кордоби, а рагби је почео да тренира са 10 година. Са 18 година напустио је Аргентину и дошао у Италију, где је потписао за Бенетон. За италијанску репрезентацију дебитовао је против Шкотске 2003. Играо је на 2 светска првенства (2003, 2011). Добрим партијама у купу европских шампиона у дресу Бенетона, привукао је пажњу француских клубова, па је 2005. потписао за Клермон у коме ће провести 7 година до преласка у Стад Рошел. Са Клермоном је освојио челинџ куп (2007) и титулу првака Француске (2010).